# Clifford Jordan
Pour les articles homonymes, voir Jordan.
Clifford Laconia Jordan (né le 2 septembre 1931 à Chicago ; mort le 27 mars 1993 à Manhattan) est un saxophoniste de jazz américain.

## Biographie
Dès le début de sa carrière, Jordan a acquis un son original au saxophone ténor. Il a joué à Chicago avec Max Roach, Sonny Stitt et de groupes de R&B avant de déménager à New York en 1957. Jordan y a fait immédiatement forte impression enregistrant trois albums pour le prestigieux label Blue Note (dont un avec John Gilmore). Il a réalisé des tournées et enregistré avec Horace Silver (1957-1958), J.J. Johnson (1959-1960), Kenny Dorham (1961-1962) et Max Roach (1962-1964).
Après avoir joué en Europe avec Charles Mingus et Eric Dolphy, Jordan a travaillé la plupart du temps comme leader. Il a fait partie d'un quartet dirigé par Cedar Walton en 1974-1975 et vers la fin de sa vie a dirigé un big band.
Clifford Jordan a enregistré en tant que leader pour Blue Note, Riverside, Jazzland, Atlantic (un album peu connu de compositions de Leadbelly), Vortex, Strata-East, Muse, Frontier Records, SteepleChase, Criss Cross, Bee Hive, DIW, Milestone et Mapleshade.

## Discographie

### En tant que leader
- 1957 : Blowing in from Chicago (Blue Note) - avec John Gilmore
- 1957 : Cliff Jordan (Blue Note)
- 1957 : Jenkins, Jordan and Timmons (New Jazz) - avec John Jenkins et Bobby Timmons
- 1957 : Cliff Craft (Blue Note)
- 1960 : Spellbound (Riverside)
- 1961 : A Story Tale (Jazzland) - avec Sonny Red
- 1961 : Starting Time (Jazzland)
- 1962 : Bearcat (Jazzland)
- 1965 : These are My Roots: Clifford Jordan Plays Leadbelly (Atlantic)
- 1968 : Soul Fountain (Vortex)
- 1972 : In the World (Strata-East)
- 1973 : Glass Bead Games (Strata-East)
- 1974 : Half Note (SteepleChase)
- 1975 : Night of the Mark VII (Muse)
- 1975 : On Stage Vol. 1 (SteepleChase)
- 1975 : On Stage Vol. 2 (SteepleChase)
- 1975 : On Stage Vol. 3 (SteepleChase)
- 1975 : Firm Roots (SteepleChase)
- 1975 : The Highest Mountain (SteepleChase)
- 1976 : Remembering Me-Me (Muse)
- 1977 : Inward Fire (Muse)
- 1978 : The Adventurer (Muse)
- 1978 : Hello, Hank Jones (Eastworld)
- 1981 : Hyde Park After Dark (Bee Hive) - avec Victor Sproles, Von Freeman, Cy Touff
- 1984 : Repetition (Soul Note)
- 1984 : Dr. Chicago (Bee Hive)
- 1984 : Two Tenor Winner (Criss Cross) - avec Junior Cook
- 1985 : The Rotterdam Session (Audio Daddio) - avec Philly Joe Jones et James Long
- 1986 : Royal Ballads (Criss Cross)
- 1987 :  Live At Ethell's (Mapleshade)
- 1987 : The Mellow Side of Clifford Jordan - Homages 2 (Mapleshade)
- 1989 : Masters from Different Worlds (Mapleshade) - avec Ran Blake et Julian Priester
- 1990 : Four Play (DIW) - avec Richard Davis, James Williams & Ronnie Burrage
- 1990 : Play What You Feel: Homages 1 (Mapleshade)
- 1991 : Down Through the Years: Live at Condon's New York (Milestone)

### En tant que sideman
Avec Paul Chambers
- Paul Chambers Quintet (1957)

Avec Sonny Clark
- My Conception (Three bonus tracks (tracks 7-9) sortie en 2008 CD, enregistré en December 8, 1957)
- Sonny Clark Quintets (1958)

Avec Richard Davis
- Epistrophy & Now's the Time (Muse, 1972)
- Dealin' (Muse, 1973)

Avec Eric Dolphy
- Iron Man
- Conversations
- Town Hall Concert (Blue Note)

Avec Art Farmer
- Mirage (Soul Note, 1982)
- You Make Me Smile (Soul Note, 1984)
- Something to Live For: The Music of Billy Strayhorn (Contemporary, 1987)
- Blame It on My Youth (Contemporary, 1988)
- Ph.D. (Contemporary, 1989)

Avec Dizzy Gillespie
- To Bird with Love (Telarc, 1992)

Avec Andrew Hill
- Shades (1986)

Avec J. J. Johnson
- J.J. Inc.

Avec Charles McPherson
- Con Alma! (Prestige, 1965)

Avec Carmen McRae
- Any Old Time (1986)
- Carmen Sings Monk (1988)

Avec Charles Mingus
- Mingus in Europe Volume I (Enja, 1964 [1980])
- Mingus in Europe Volume II (Enja, 1964 [1980])
- Charles Mingus Sextet with Eric Dolphy Cornell 1964
- Astral Weeks
- Right Now: Live at the Jazz Workshop (Fantasy, 1964)

Avec Lee Morgan
- Here's Lee Morgan (1960)
- Expoobident (1960)
- Take Twelve (1962)

Avec Dizzy Reece
- Manhattan Project (Bee Hive, 1978) - avec Roy Haynes, Art Davis, Charles Davis, Albert Dailey)

Avec Max Roach
- Percussion Bitter Sweet (1961)
- It's Time (Impulse!, 1962)
- Speak, Brother, Speak! (Fantasy, 1962)

Avec Horace Silver
- Further Explorations (Blue Note, 1958)

Avec Charles Tolliver
- Music Inc. (Strata-East, 1971)

Avec Mal Waldron
- What It Is (Enja, 1981)

Avec Cedar Walton
- Spectrum (Prestige, 1968)
- The Electric Boogaloo Song (Prestige, 1969)
- A Night at Boomers, Vol. 1 (Muse, 1973)
- A Night at Boomers, Vol. 2 (Muse, 1973)
- The Pentagon (East Wind, 1976)